# Paseo de Campoamor
El paseo de Campoamor es un paseo situado en el barrio de Campoamor de la ciudad de Alicante (España). Conocido por albergar el Auditorio de la Diputación de Alicante (ADDA), este paseo discurre paralelo a la avenida de Alcoy.

## Historia
El paseo fue creado en 1849 durante el mandato de Ramón de Campoamor como gobernador civil de Alicante. Aprovechando los terrenos del antiguo convento de los Dominicos, se diseñó una alameda arbolada que recibió el nombre del propio gobernador en reconocimiento a su labor. El proyecto incluía la plantación de álamos, bancos de piedra, verjas de hierro forjado y portales de cantería.
A lo largo de los años, el paseo ha sufrido diversas modificaciones y cambios de nombre, siendo conocido también como "Paseo de los Capuchinos" y "Paseo del Duque de la Victoria". En 1895, el Ayuntamiento acordó retomar el nombre de Campoamor en honor a su creador.
En el siglo XX, el paseo albergó el Hogar Provincial, conocido popularmente como "La Beni", una institución benéfica ubicada en un antiguo convento de las Capuchinas del siglo XVIII. El centro acogía a menores huérfanos, personas mayores sin recursos y otros colectivos vulnerables. El edificio, de estilo barroco austero, disponía de capilla y varios patios interiores, y se extendía hasta la avenida de Jijona.
La Diputación Provincial decidió su demolición a principios de los años 80 para construir el ADDA, alegando su estado ruinoso, aunque el Ayuntamiento intentó frenar el derribo por vía judicial. Durante las obras, un camión dañó accidentalmente el pedestal y el busto dedicado a Campoamor, obra del escultor Vicente Bañuls, que más tarde fue restaurado y reubicado.
Durante décadas, el paseo también fue un espacio polivalente en la ciudad: albergó cuadras de la Policía municipal, sirvió como campo de fútbol provisional, sede de la Feria de Navidad, del Porrate de San Antón y del mercadillo municipal desde 1968 hasta su traslado a la calle Teulada.

## Monumentos y lugares de interés
- Auditorio de la Diputación de Alicante (ADDA): Inaugurado en 2011, es un referente cultural en la ciudad, diseñado por el arquitecto Juan Antonio García Solera. Cuenta con una superficie de 28 000 m² y múltiples salas para conciertos y eventos.[5]
- Escultura a Ramón de Campoamor: Obra del escultor alicantino Vicente Bañuls, ubicada actualmente ante el colegio Nuestra Señora del Remedio, recuerda al poeta y gobernador que da nombre a la vía.[1][6]
- Colegio Nuestra Señora del Remedio: Histórico centro educativo situado junto al paseo.